# قافلة الشرق والغرب (بهائية)
قافلة الشرق والغرب هي مؤسسة تعليمية غير ربحية أسسها ميرزا أحمد سهراب ولويس ستويفسانت تشانلر وزوجته جولي في عام 1929. يقع مقر المؤسسة في كارافان هاوس الكائن في 132 شارع إيست 65، نيويورك، والذي كان في السابق مقر إقامة آل تشانلر. تهدف المؤسسة إلى تعزيز التفاهم بين الثقافات الشرقية والغربية من خلال التعليم والحوار الأخوي
كانت القافلة مؤسسة نشأت من جمعية التاريخ الجديد. كانت المؤسسة تصدر مجلة ربع سنوية تسمى "القافلة" في عام 1929، وليس من الواضح كم من الوقت استمرت هذه المجلة. وكان لديهم أيضًا مجلة ربع سنوية تسمى "قافلة الأطفال" في عام 1935، والتي "تساعد في إبقاء الأطفال على اتصال مع بعضهم البعض".
كانت هذه العلاقة في الأصل جزءًا من الديانة البهائية، وانتهت بعد فترة وجيزة من حرمان إدارة نيويورك من الإشراف عليها من قبل مؤسسيها. رفض سهراب ذلك وطُرد من الكنيسة في عام 1939، مما دفع جولي أيضًا إلى رفض الظهور للإجابة على الأسئلة. وقد قطعت المؤسسة علاقاتها، لكنها استمرت في العمل من أجل القضية البهائية، دون موافقة رسمية.
في أوج ازدهارها، بعد الحرب العالمية الثانية مباشرة، توسعت القافلة لتضم ما يقرب من 250 ألف عضو. وسرعان ما طغى نشاطها على نشاط جمعية التاريخ الجديد. الفصل الخامس عشر، ذكرت مقالة في صحيفة نيويورك تايمز أنه في عام 1949، بلغ عدد أعضاء الوحدة الألمانية وحدها 100 ألف عضو.
أُسِّس صندوق تأسيسي يديره مجلس إدارة برئاسة المحامي جاكوب جرينوالد لمواصلة عمل كل من الجمعية التاريخية الجديدة والقافلة، والتخطيط لليوم الذي لم يعد فيه سوراب وجولي موجودين.
في عام 1953، أصبحت المواد البهائية التي جمعتها المجموعة هائلة لدرجة أن جولي استأجرت المهندس المعماري جون جيه ماكنمارا لتصميم مكتبة داخل مساحة الحديقة في بيت الكرفان. صرحت جوليا شانلر أن "كجزء من بناء [المكتبة] كانت هناك كتلة من الرخام الأبيض أرسلها عبد البهاء لتصبح حجر الزاوية في معبد البهائيين في ويلاميت الذي امتلكه سهراب". ولم يُنقل هذا الحجر إلى موقع المعبد. حُصِل على حجر الزاوية الفعلي المستخدم في المعبد والتبرع به من قبل بهائية من منطقة شيكاغو، إستر "نتي" توبين.
كانت أمينة مكتبة المجموعة هي فيرا راسل.
نُشر إعلان عن اجتماع خاص للشركة في صحيفة نيويورك تايمز في 21 نوفمبر 1958 وسمي رونالد ك. بايفورد كأمين تنفيذي. في 29 أكتوبر 1961، ظهر إعلان في صحيفة نيويورك تايمز عن "محاضرتين في البستنة قدمتهما قافلة الشرق والغرب، وهي منظمة تعليمية غير ربحية". ظلت قافلة الشرق والغرب موجودة حتى عام 1967 عندما كان بيتر بلوخ مديرًا لها. (أصبح بيتر بلوخ فيما بعد رئيسًا لجمعية الثقافة البورتوريكية-الهسبانية، نيويورك تايمز، 26 يونيو 1972)
توفي سهراب في عام 1958 وتشانلر بعد بضع سنوات. و انتهى عهد جمعية التاريخ الجديد، ويبدو أنها لم تعش أكثر من سهراب. لا يزال دار الكرفانات قائمًا في نفس العنوان الذي تأسس فيه، "معهد الكرفانات، مؤسسة غير ربحية تأسست عام ١٩٢٩ لتعزيز التعليم والفنون". يبلغ دخلها السنوي حوالي مليون دولار. وهم يديرون حاليًا مدرسة لتعليم اللغة الإيطالية للكبار ليس لها أي صلة بالدين البهائي.

## أعمال
- سهراب، ميرزا أحمد. مسبحة فارسية مكونة من تسعة عشر لؤلؤة. 2. المحرر نيويورك، قافلة الشرق والغرب، nd [194-؟] الطبعة الثالثة. نيويورك، قافلة الشرق والغرب، طبعة [195-؟]، [4]. نيويورك: جمعية التاريخ الجديد، بدون تاريخ [1939].
- إن القضية البهائية التي أسسها بهاء الله هي دعوة للرجال والنساء الناضجين روحياً. 4. نيويورك: قافلة الشرق والغرب، طبعة ثانية [194-؟].
- مائة عام، 1844-1944. 24 ورقة. نيويورك: قافلة الشرق والغرب، 1944. كولينز 12.13 (أيضًا نسخة مكونة من 46 صفحة).
- خطة القافلة لجمهورية البشرية. نيويورك: قافلة الشرق والغرب، بدون تاريخ [195-؟].
- افتتاح المكتبة البهائية. [2] أوراق. نيويورك: قافلة الشرق والغرب، 1953.
- قانون الحضارة القرارات التي قدمها ميرزا أحمد سهراب وأقرها أعضاء القافلة بالإجماع بعد ظهر يوم السبت 10 أبريل 1954. نيويورك: قافلة الشرق والغرب، 1954.
- إيواس، ليروي، السيدة لويس ستويفسانت [جولي شانلر] شانلر، وأحمد سهراب. ثلاث رسائل. [11] أوراق. نيويورك: قافلة الشرق والغرب، 1954.
- دعوة لعقد مؤتمر عالمي في القدس سنة 1957م. 4. نيويورك: قافلة الشرق والغرب، بدون تاريخ [1955؟].

## ملحوظات
1. ↑  Whitmore (1984). The Dawning Place. Wilmette, Illinois, USA: Baháʼí Publishing Trust. ص. 45–48. ISBN:0-87743-192-2.